# Sottosegretario di Stato alla Presidenza del Consiglio dei ministri
Nel sistema politico italiano, il titolo di sottosegretario di Stato alla Presidenza del Consiglio dei ministri è attribuito alla figura istituzionale che svolge le funzioni di sottosegretario di Stato nell'ambito dei dipartimenti e degli uffici della Presidenza del Consiglio dei ministri, in maniera del tutto analoga ai sottosegretari di Stato nei vari ministeri.
Proprio come per questi ultimi, il numero di tali sottosegretari non è fisso, bensì variabile nei diversi esecutivi. Viceversa, ogni governo comprende un particolare sottosegretario di Stato alla Presidenza del Consiglio che svolge le funzioni di segretario del Consiglio dei ministri.

## Al vertice di dipartimenti
A uno o più sottosegretari possono venire assegnate, tramite DPCM pubblicato in Gazzetta Ufficiale, specifiche deleghe per la guida di dipartimenti della Presidenza del Consiglio, agendo o meno da figure di supporto a un ministro senza portafoglio oppure avendo l'esclusiva responsabilità di un dipartimento o di un ufficio della Presidenza del Consiglio, fatte salve le prerogative esclusive del Presidente del Consiglio.
Sono nominati con decreto del presidente della Repubblica, su proposta del Presidente del Consiglio sentito il Consiglio dei ministri. Prima di assumere le loro funzioni prestano giuramento nelle mani del Presidente del Consiglio.
Possono avere delegate anche apposite materia di competenza del Presidente del Consiglio (come ad esempio quello di Autorità delegata per la sicurezza della Repubblica) tramite apposito DPCM.
Non prendono parte al Consiglio dei ministri.

## Segretario del Consiglio dei ministri
Il Presidente del Consiglio nomina un apposito "Sottosegretario di Stato con funzioni di Segretario del Consiglio dei Ministri", il quale svolge la funzione di segretario del Consiglio medesimo e cura la verbalizzazione delle riunioni, nonché la conservazione del registro delle deliberazioni.
Da lui dipende inoltre l'Ufficio di segreteria del Consiglio dei ministri, che cura la predisposizione dei decreti relativi alla formazione del Governo, gli adempimenti preordinati alla convocazione e all’ordine del giorno del Consiglio; cura inoltre gli adempimenti conseguenziali alle deliberazioni collegiali adottate e alla predisposizione dei verbali, e quelli relativi alla promulgazione delle leggi e all'emanazione degli atti normativi deliberati dal Consiglio dei Ministri.
È l'unico sottosegretario di Stato ammesso a partecipare al Consiglio dei ministri ed è l'unico a non prestare giuramento pubblicamente, bensì durante la prima riunione del Consiglio dei ministri dopo la sua nomina, prima di assumere le sue funzioni. Tuttavia assiste di persona al giuramento del Presidente del Consiglio e dei ministri.
Alle Camere egli ha un posto riservato tra i banchi del Governo: è quello centrale del banco della prima fila, proprio davanti a quello destinato al Presidente del Consiglio.

### Elenco dei segretari del Consiglio dei ministri
| N°   | Segretario del Consiglio dei ministri | Segretario del Consiglio dei ministri | Segretario del Consiglio dei ministri | Partito                       | Governo          | Mandato          | Mandato          | Leg.             |
| N°   | Segretario del Consiglio dei ministri | Segretario del Consiglio dei ministri | Segretario del Consiglio dei ministri | Partito                       | Governo          | Inizio           | Fine             | Leg.             |
| ---- | ------------------------------------- | ------------------------------------- | ------------------------------------- | ----------------------------- | ---------------- | ---------------- | ---------------- | ---------------- |
| 1    |                                       |                                       | Paolo Cappa (1888-1956)               | Democrazia Cristiana          | De Gasperi II    | 14 luglio 1946   | 2 febbraio 1947  | AC               |
| 1    | De Gasperi III                        | 2 febbraio 1947                       | Paolo Cappa (1888-1956)               | Democrazia Cristiana          | 1º giugno 1947   |                  |                  | AC               |
| 2    |                                       |                                       | Giulio Andreotti (1919-2013)          | Democrazia Cristiana          | De Gasperi IV    | 1º giugno 1947   | 24 maggio 1948   | AC               |
| 2    | De Gasperi V                          | 24 maggio 1948                        | Giulio Andreotti (1919-2013)          | Democrazia Cristiana          | 28 gennaio 1950  | I                |                  |                  |
| 2    | De Gasperi VI                         | 28 gennaio 1950                       | Giulio Andreotti (1919-2013)          | Democrazia Cristiana          | 26 luglio 1951   | I                |                  |                  |
| 2    | De Gasperi VII                        | 26 luglio 1951                        | Giulio Andreotti (1919-2013)          | Democrazia Cristiana          | 16 luglio 1953   | I                |                  |                  |
| 2    | De Gasperi VIII                       | 16 luglio 1953                        | Giulio Andreotti (1919-2013)          | Democrazia Cristiana          | 17 agosto 1953   | II               |                  |                  |
| 2    | Pella                                 | 17 agosto 1953                        | Giulio Andreotti (1919-2013)          | Democrazia Cristiana          | 19 gennaio 1954  | II               |                  |                  |
| 3    |                                       |                                       | Mariano Rumor (1915-1990)             | Democrazia Cristiana          | Fanfani I        | II               | 19 gennaio 1954  | 10 febbraio 1954 |
| 4    |                                       |                                       | Oscar Luigi Scalfaro (1918-2012)      | Democrazia Cristiana          | Scelba           | II               | 10 febbraio 1954 | 6 luglio 1955    |
| 5    |                                       |                                       | Carlo Russo (1920-2007)               | Democrazia Cristiana          | Segni I          | II               | 6 luglio 1955    | 20 maggio 1957   |
| 6    |                                       |                                       | Lorenzo Spallino (1897-1962)          | Democrazia Cristiana          | Zoli             | II               | 20 maggio 1957   | 2 luglio 1958    |
| 7    |                                       |                                       | Antonio Maxia (1904-1962)             | Democrazia Cristiana          | Fanfani II       | 2 luglio 1958    | 16 febbraio 1959 | III              |
| (5)  |                                       |                                       | Carlo Russo (1920-2007)               | Democrazia Cristiana          | Segni II         | 16 febbraio 1959 | 26 marzo 1960    | III              |
| 8    |                                       |                                       | Alberto Folchi (1897-1977)            | Democrazia Cristiana          | Tambroni         | 26 marzo 1960    | 27 luglio 1960   | III              |
| 9    |                                       |                                       | Umberto Delle Fave (1912-1986)        | Democrazia Cristiana          | Fanfani III      | 27 luglio 1960   | 22 febbraio 1962 | III              |
| 9    | Fanfani IV                            | 22 febbraio 1962                      | Umberto Delle Fave (1912-1986)        | Democrazia Cristiana          | 22 giugno 1963   |                  |                  | III              |
| 10   |                                       |                                       | Crescenzo Mazza (1910-1990)           | Democrazia Cristiana          | Leone I          | 22 giugno 1963   | 5 dicembre 1963  | IV               |
| 11   |                                       |                                       | Angelo Salizzoni (1907-1992)          | Democrazia Cristiana          | Moro I           | 5 dicembre 1963  | 23 luglio 1964   | IV               |
| 11   | Moro II                               | 23 luglio 1964                        | Angelo Salizzoni (1907-1992)          | Democrazia Cristiana          | 24 febbraio 1966 |                  |                  | IV               |
| 11   | Moro III                              | 24 febbraio 1966                      | Angelo Salizzoni (1907-1992)          | Democrazia Cristiana          | 25 giugno 1968   |                  |                  | IV               |
| 12   |                                       |                                       | Luigi Michele Galli (1924-2001)       | Democrazia Cristiana          | Leone II         | 25 giugno 1968   | 13 dicembre 1968 | V                |
| 13   |                                       |                                       | Antonio Bisaglia (1929-1984)          | Democrazia Cristiana          | Rumor I          | 13 dicembre 1968 | 6 agosto 1969    | V                |
| 13   | Rumor II                              | 6 agosto 1969                         | Antonio Bisaglia (1929-1984)          | Democrazia Cristiana          | 28 marzo 1970    |                  |                  | V                |
| 13   | Rumor III                             | 28 marzo 1970                         | Antonio Bisaglia (1929-1984)          | Democrazia Cristiana          | 6 agosto 1970    |                  |                  | V                |
| 14   |                                       |                                       | Dario Antoniozzi (1923-2019)          | Democrazia Cristiana          | Colombo          | 6 agosto 1970    | 18 febbraio 1972 | V                |
| 15   |                                       |                                       | Franco Evangelisti (1923-1993)        | Democrazia Cristiana          | Andreotti I      | 18 febbraio 1972 | 26 giugno 1972   | V                |
| 15   | Andreotti II                          | 26 giugno 1972                        | Franco Evangelisti (1923-1993)        | Democrazia Cristiana          | 8 luglio 1973    | VI               |                  |                  |
| 16   |                                       |                                       | Adolfo Sarti (1928-1992)              | Democrazia Cristiana          | Rumor IV         | VI               | 8 luglio 1973    | 14 marzo 1974    |
| 16   | Rumor V                               | 14 marzo 1974                         | Adolfo Sarti (1928-1992)              | Democrazia Cristiana          | 23 novembre 1974 | VI               |                  |                  |
| (11) |                                       |                                       | Angelo Salizzoni (1907-1992)          | Democrazia Cristiana          | Moro IV          | VI               | 23 novembre 1974 | 12 febbraio 1976 |
| (11) | Moro V                                | 12 febbraio 1976                      | Angelo Salizzoni (1907-1992)          | Democrazia Cristiana          | 30 luglio 1976   | VI               |                  |                  |
| (15) |                                       |                                       | Franco Evangelisti (1923-1993)        | Democrazia Cristiana          | Andreotti III    | 30 luglio 1976   | 13 marzo 1979    | VII              |
| (15) | Andreotti IV                          | 13 marzo 1978                         | Franco Evangelisti (1923-1993)        | Democrazia Cristiana          | 21 marzo 1979    |                  |                  | VII              |
| (15) | Andreotti V                           | 21 marzo 1979                         | Franco Evangelisti (1923-1993)        | Democrazia Cristiana          | 5 agosto 1979    |                  |                  | VII              |
| 17   |                                       |                                       | Piergiorgio Bressani (1929-2022)      | Democrazia Cristiana          | Cossiga I        | 5 agosto 1979    | 4 aprile 1980    | VIII             |
| 17   | Cossiga II                            | 4 aprile 1980                         | Piergiorgio Bressani (1929-2022)      | Democrazia Cristiana          | 18 ottobre 1980  |                  |                  | VIII             |
| 18   |                                       |                                       | Luciano Radi (1922-2014)              | Democrazia Cristiana          | Forlani          | 18 ottobre 1980  | 28 giugno 1981   | VIII             |
| 19   |                                       |                                       | Francesco Compagna (1921-1982)        | Partito Repubblicano Italiano | Spadolini I      | 28 giugno 1981   | 24 luglio 1982   | VIII             |
| 20   |                                       |                                       | Vittorio Olcese (1925-1999)           | Partito Repubblicano Italiano | Spadolini II     | 23 agosto 1982   | 1º dicembre 1982 | VIII             |
| 21   |                                       |                                       | Bruno Orsini (1929)                   | Democrazia Cristiana          | Fanfani V        | 1º dicembre 1982 | 4 agosto 1983    | VIII             |
| 22   |                                       |                                       | Giuliano Amato (1938)                 | Partito Socialista Italiano   | Craxi I          | 4 agosto 1983    | 1º agosto 1986   | IX               |
| 22   | Craxi II                              | 1º agosto 1986                        | Giuliano Amato (1938)                 | Partito Socialista Italiano   | 18 aprile 1987   |                  |                  | IX               |
| 23   |                                       |                                       | Mauro Bubbico (1928-1991)             | Democrazia Cristiana          | Fanfani VI       | 18 aprile 1987   | 29 luglio 1987   | IX               |
| 24   |                                       |                                       | Emilio Rubbi (1930-2005)              | Democrazia Cristiana          | Goria            | 29 luglio 1987   | 13 aprile 1988   | X                |
| 25   |                                       |                                       | Riccardo Misasi (1932-2000)           | Democrazia Cristiana          | De Mita          | 13 aprile 1988   | 23 luglio 1989   | X                |
| 26   |                                       |                                       | Nino Cristofori (1930-2015)           | Democrazia Cristiana          | Andreotti VI     | 23 luglio 1989   | 13 aprile 1991   | X                |
| 26   | Andreotti VII                         | 13 aprile 1991                        | Nino Cristofori (1930-2015)           | Democrazia Cristiana          | 18 giugno 1992   |                  |                  | X                |
| 27   |                                       |                                       | Fabio Fabbri (1933-2024)              | Partito Socialista Italiano   | Amato I          | 28 giugno 1992   | 28 aprile 1993   | XI               |
| 28   |                                       |                                       | Antonio Maccanico (1924-2013)         | Partito Repubblicano Italiano | Ciampi           | 28 aprile 1993   | 10 maggio 1994   | XI               |
| 29   |                                       |                                       | Gianni Letta (1935)                   | Indipendente                  | Berlusconi I     | 10 maggio 1994   | 17 gennaio 1995  | XII              |
| 30   |                                       |                                       | Lamberto Cardia (1934)                | Indipendente                  | Dini             | 17 gennaio 1995  | 17 maggio 1996   | XII              |
| 31   |                                       |                                       | Enrico Micheli (1938-2011)            | Partito Popolare Italiano     | Prodi I          | 17 maggio 1996   | 21 ottobre 1998  | XIII             |
| 32   |                                       |                                       | Franco Bassanini (1940)               | Democratici di Sinistra       | D'Alema I        | 21 ottobre 1998  | 22 dicembre 1999 | XIII             |
| (31) |                                       |                                       | Enrico Micheli (1938-2011)            | Partito Popolare Italiano     | D'Alema II       | 22 dicembre 1999 | 26 aprile 2000   | XIII             |
| (31) | Amato II                              | 26 aprile 2000                        | Enrico Micheli (1938-2011)            | Partito Popolare Italiano     | 11 giugno 2001   |                  |                  | XIII             |
| (29) |                                       |                                       | Gianni Letta (1935)                   | Indipendente                  | Berlusconi II    | 11 giugno 2001   | 23 aprile 2005   | XIV              |
| (29) | Berlusconi III                        | 23 aprile 2005                        | Gianni Letta (1935)                   | Indipendente                  | 17 maggio 2006   |                  |                  | XIV              |
| 33   |                                       |                                       | Enrico Letta (1966)                   | La Margherita                 | Prodi II         | 17 maggio 2006   | 8 maggio 2008    | XV               |
| 33   | Partito Democratico                   |                                       | Enrico Letta (1966)                   |                               | Prodi II         | 17 maggio 2006   | 8 maggio 2008    | XV               |
| (29) |                                       |                                       | Gianni Letta (1935)                   | Indipendente                  | Berlusconi IV    | 8 maggio 2008    | 16 novembre 2011 | XVI              |
| 34   |                                       |                                       | Antonio Catricalà (1952-2021)         | Indipendente                  | Monti            | 16 novembre 2011 | 28 aprile 2013   | XVI              |
| 35   |                                       |                                       | Filippo Patroni Griffi (1955)         | Indipendente                  | Letta            | 28 aprile 2013   | 22 febbraio 2014 | XVII             |
| 36   |                                       |                                       | Graziano Delrio (1960)                | Partito Democratico           | Renzi            | 22 febbraio 2014 | 2 aprile 2015    | XVII             |
| 37   |                                       |                                       | Claudio De Vincenti (1948)            | Partito Democratico           | Renzi            | 2 aprile 2015    | 12 dicembre 2016 | XVII             |
| 38   |                                       |                                       | Maria Elena Boschi (1981)             | Partito Democratico           | Gentiloni        | 12 dicembre 2016 | 1º giugno 2018   | XVII             |
| 39   |                                       |                                       | Giancarlo Giorgetti (1966)            | Lega                          | Conte I          | 1º giugno 2018   | 5 settembre 2019 | XVIII            |
| 40   |                                       |                                       | Riccardo Fraccaro (1981)              | Movimento 5 Stelle            | Conte II         | 5 settembre 2019 | 13 febbraio 2021 | XVIII            |
| 41   |                                       |                                       | Roberto Garofoli (1966)               | Indipendente                  | Draghi           | 13 febbraio 2021 | 22 ottobre 2022  | XVIII            |
| 42   |                                       |                                       | Alfredo Mantovano (1958)              | Indipendente                  | Meloni           | 22 ottobre 2022  | in carica        | XIX              |